# Lijst van planetoïden met aan Nederland verbonden namen
Deze lijst van planetoïden met aan Nederland verbonden namen vermeldt de planetoïden die in verband staan met Nederland. De vernoeming is naar een persoon, een plaats of een gebeurtenis. Nederlanders hebben duizenden planetoïden ontdekt; de lijst van de door hen ontdekte planetoïden zou vele malen langer kunnen zijn.
Niet in de onderstaande lijst staan de planetoïden 8433 t/m 8443, 8585 t/m 8603, 8750 t/m 8777, en 8959 t/m 8980, die namen hebben uit de Nederlandse Rode Lijst (vogels).

## Overzicht
| Nummer en naam               | Ontdekt           | Ontdekker(s)                                             | Vernoeming |
| ---------------------------- | ----------------- | -------------------------------------------------------- | --- |
| (126) Velleda                | 5 november 1872   | Henry, P.                                                | Veleda, profetes |
| (350) Ornamenta              | 14 december 1892  | Charlois, A.                                             | Antoinette Horneman (?-1905), lid van SAF (Société Astronomique de France) |
| (392) Wilhelmina             | 4 november 1894   | Wolf, M.                                                 | koningin Wilhelmina (1880-1962) |
| (461) Saskia                 | 22 oktober 1900   | Wolf, M.                                                 | Saskia Uylenburgh (1612-1642), vrouw van Rembrandt van Rijn |
| (677) Aaltje                 | 18 januari 1909   | Kopff, A.                                                | Aaltje Noordewier-Reddingius (1868-1949), zangeres |
| (754) Malabar                | 22 augustus 1906  | Kopff, A.                                                | Als dank voor steun aan een Nederlands-Duitse zon-eclipsexpeditie van 1922 naar Christmaseiland |
| (816) Juliana                | 8 februari 1916   | Wolf, M.                                                 | koningin Juliana (1909-2004) |
| (818) Kapteynia              | 21 februari 1916  | Wolf M.                                                  | Jacobus Cornelius Kapteyn (1851-1922), sterrenkundige |
| (1132) Hollandia             | 13 september 1929 | Van Gent, H.                                             | Latijnse benaming voor Holland |
| (1133) Lugduna               | 25 december 1929  | Van Gent, H.                                             | Latijnse benaming voor Leiden |
| (1165) Imprinetta            | 24 april 1930     | Van Gent, H.                                             | Imprinetta Maatje Baart (1898-1979), echtgenote van Hendrik van Gent |
| (1226) Golia                 | 22 april 1930     | Van Gent, H.                                             | Jacobus Golius (1596-1667), eerste Leidse hoogleraar sterrenkunde |
| (1253) Frisia                | 9 oktober 1931    | Reinmuth, K.                                             | Latijnse benaming voor Friesland |
| (1267) Geertruida            | 23 april 1930     | Van Gent, H.                                             | Dochter van zuster (Klaartje Hamerslag-Pels) van de rekenaar Gerrit Pels |
| (1336) Zeelandia             | 9 september 1934  | Van Gent, H.                                             | Latijnse benaming voor Zeeland |
| (1337) Gerarda               | 9 september 1934  | Van Gent, H.                                             | Gerarda Prins, echtgenote van rekenaar J.E. Prins |
| (1342) Brabantia             | 13 februari 1935  | Van Gent, H.                                             | Latijnse benaming voor Brabant |
| (1353) Maartje               | 13 februari 1935  | Van Gent, H.                                             | Maartje Mekking (1924-2007), dochter van de rekenaar B.C. Mekking |
| (1383) Limburgia             | 9 september 1934  | Van Gent, H.                                             | Latijnse benaming voor Limburg |
| (1384) Kniertje              | 9 september 1934  | Van Gent, H.                                             | personage uit Op hoop van zegen |
| (1385) Gelria                | 24 mei 1935       | Van Gent, H.                                             | Latijnse benaming voor Gelderland |
| (1389) Onnie                 | 28 september 1935 | Van Gent, H.                                             | mevr. A. Kruyt, schoonzuster van G. Pels |
| (1450) Raimonda              | 20 februari 1938  | Väisälä, Y.                                              | Jean Jacques Raimond Jr. (1903-1961), voorzitter van de NVWS |
| (1663) van den Bos           | 4 augustus 1926   | Wood, H. E.                                              | Willem Hendrik van den Bos (1896-1974), sterrenkundige |
| (1666) van Gent              | 22 juli 1930      | Van Gent, H.                                             | Hendrik van Gent (1900-1947), sterrenkundige te Leiden |
| (1667) Pels                  | 16 september 1930 | Van Gent, H.                                             | Gerrit Pels (1893-1966), rekenaar te Leiden |
| (1670) Minnaert              | 9 september 1934  | Van Gent, H.                                             | Marcel Minnaert (1893-1970), sterrenkundige |
| (1673) van Houten            | 11 oktober 1937   | Reinmuth, K.                                             | C.J. van Houten (1920-2002), sterrenkundige |
| (1674) Groeneveld            | 7 februari 1938   | Reinmuth, K.                                             | Ingrid van Houten-Groeneveld (1921-2015), sterrenkundige |
| (1682) Karel                 | 2 augustus 1949   | Reinmuth, K.                                             | zoon van het echtpaar Van Houten |
| (1686) de Sitter             | 28 september 1935 | Van Gent, H.                                             | Willem de Sitter (1872-1934), sterrenkundige te Leiden |
| (1689) Floris-Jan            | 16 september 1930 | Van Gent, H.                                             | Floris-Jan van der Meulen, 5000e bezoeker van een Leidse ruimte-expositie |
| (1691) Oort                  | 9 september 1956  | Reinmuth, K. en Groeneveld, I.                           | Jan Hendrik Oort (1900-1992), sterrenkundige |
| (1694) Kaiser                | 29 september 1934 | Van Gent, H.                                             | Frederik Kaiser (1808-1872), directeur van de Leidse Sterrewacht |
| (1738) Oosterhoff            | 16 september 1930 | Van Gent, H.                                             | Pieter Theodorus Oosterhoff (1904-1978), sterrenkundige |
| (1746) Brouwer               | 14 september 1963 | Goethe Link Observatory                                  | Dirk Brouwer (1902-1966), sterrenkundige |
| (1752) Van Herk              | 22 juli 1930      | Van Gent, H.                                             | Gijsbert van Herk (1907-1999), sterrenkundige |
| (1753) Mieke                 | 10 mei 1934       | Van Gent, H.                                             | Mieke Oort (1906-1993), echtgenote van Jan Hendrik Oort |
| (1776) Kuiper                | 24 september 1960 | PLS                                                      | Gerard Kuiper (1905-1973), sterrenkundige |
| (1777) Gehrels               | 24 september 1960 | PLS                                                      | Tom Gehrels (1925-2011), sterrenkundige |
| (1795) Woltjer               | 24 september 1960 | PLS                                                      | Jan J. Woltjer (1891-1946), sterrenkundige |
| (1945) Wesselink             | 22 juli 1930      | Van Gent, H.                                             | Adriaan Jan Wesselink (1909-1995), sterrenkundige |
| (1946) Walraven              | 8 augustus 1931   | Van Gent, H.                                             | Theodore Walraven (1916-2008), fotometrist |
| (1964) Luyten                | 24 september 1960 | PLS                                                      | Willem Jacob Luyten (1899-1994), sterrenkundige |
| (1965) van de Kamp           | 24 september 1960 | PLS                                                      | Peter van de Kamp (1901-1995), sterrenkundige |
| (1983) Bok                   | 9 juni 1975       | Roemer, E.                                               | echtpaar Priscilla Bok (1896-1975) en Bart Jan Bok (1906-1983), sterrenkundigen |
| (1986) Plaut                 | 28 september 1935 | Van Gent, H.                                             | Lukas Plaut (1910-1984), sterrenkundige |
| (2019) van Albada            | 28 september 1935 | Van Gent, H.                                             | Gale Bruno van Albada (1911-1972), sterrenkundige |
| (2049) Grietje               | 29 september 1973 | Gehrels, T.                                              | Grietje Aartje Magdalena Haring-Gehrels (1907-1988), schoonzuster van Tom Gehrels |
| (2145) Blaauw                | 24 oktober 1976   | West, R. M.                                              | Adriaan Blaauw (1914-2010), sterrenkundige |
| (2203) van Rhijn             | 28 september 1935 | Van Gent, H.                                             | Pieter J. van Rhijn (1886-1960), sterrenkundige |
| (2213) Meeus                 | 24 september 1935 | Delporte E.                                              | Jean Meeus, Belgisch weerkundige en amateurastronoom. Onder meer bekend van zijn rekenwerk voor de Sterrengids |
| (2308) Schilt                | 6 mei 1967        | C.U. Cesco en A.R. Klemola                               | Jan Schilt (1894-1982), Nederlands-Amerikaans astronoom |
| (2378) Pannekoek             | 13 februari 1935  | Van Gent, H.                                             | Anton Pannekoek (1873-1960), sterrenkundige |
| (2412) Wil                   | 17 oktober 1960   | PLS                                                      | Wil van de Hulst (1922-2018), echtgenote van Henk van de Hulst |
| (2413) van de Hulst          | 24 september 1960 | PLS                                                      | Henk van de Hulst (1918-2000), sterrenkundige |
| (2462) Nehalennia            | 24 september 1960 | vHG                                                      | Nehalennia, Romeinse godin van geluk en overvloed |
| (2471) Ultratrajectum        | 24 september 1960 | vHG                                                      | Romeinse benaming voor de stad Utrecht |
| (2495) Noviomagum            | 17 oktober 1960   | vHG                                                      | Romeinse benaming voor Nijmegen |
| (2643) Bernhard              | 19 september 1973 | Gehrels, T.                                              | prins Bernhard (1911-2004) |
| (2766) Leeuwenhoek           | 23 maart 1982     | Vavrova, Z.                                              | Antoni van Leeuwenhoek (1632-1723), uitvinder |
| (2799) Justus                | 25 september 1960 | vHGG                                                     | Naar Justus Cramer, achterachterkleinzoon van H.G. van de Sande Bakhuyzen, hoogleraar sterrenkunde te Leiden en directeur van de Leidse sterrenwacht van 1872-1908.                                                            |
| (2801) Huygens               | 28 september 1935 | Van Gent, H.                                             | Christiaan Huygens (1629-1695), uitvinder |
| (2823) van der Laan          | 24 september 1960 | PLS                                                      | Harry van der Laan (1936), directeur van de ESO |
| (2831) Stevin                | 17 september 1930 | Van Gent, H.                                             | Simon Stevin (1548-1620), wiskundige |
| (2945) Zanstra               | 28 september 1935 | Van Gent, H.                                             | Herman Zanstra (1894-1972), directeur van de Amsterdamse universiteitssterrenwacht |
| (2992) Vondel                | 24 september 1960 | vHG                                                      | Joost van den Vondel (1587-1679), dichter en toneelschrijver |
| (3016) Meuse                 | 1 maart 1981      | Debehogne, H. en D. DeSanctis                            | rivier de Maas |
| (3091) van den Heuvel        | 24 september 1960 | PLS                                                      | Ed van den Heuvel (1940), sterrenkundige |
| (3098) van Sprang            | 24 september 1960 | PLS                                                      | Bert van Sprang (1944-2015), amateurastronoom, oprichter van de Jongerenwerkgroep voor Sterrenkunde |
| (3116) Goodricke             | 11 februari 1983  | Bowell, E                                                | John Goodricke (Goederijcke, 1764-1786), sterrenkundige |
| (3201) Sijthoff              | 24 september 1960 | PLS                                                      | Albert Willem Sijthoff jr. (1883-1965), uitgever, stichter Zeiss Planetarium Den Haag |
| (3266) Bernardus             | 11 augustus 1978  | H.-E. Schuster                                           | Andres Bernardus Muller (1918-2006), sterrenkundige |
| (3301) Jansje                | 6 februari 1978   | Perth Observatory                                        | Jansje Verveer (1916-2011), moeder van Arie Verveer |
| (3377) Lodewijk              | 24 september 1960 | PLS                                                      | Lodewijk Woltjer (1930-2019), directeur van de ESO |
| (3604) Berkhuijsen           | 17 oktober 1960   | vHG                                                      | Ellie Berkhuijsen (1937), radiosterrenkundige |
| (3728) IRAS                  | 23 augustus 1983  | IRAS                                                     | InfraRood Astronomische Satelliet |
| (3798) de Jager              | 16 oktober 1977   | van Houten-Groeneveld, I.                                | Cornelis de Jager (1921-2021), sterrenkundige |
| (3974) Verveer               | 28 maart 1982     | Bowell, E.                                               | Arie Verveer, technisch directeur van de sterrenwacht van Perth |
| (4230) van den Bergh         | 19 september 1973 | van Houten en Gehrels                                    | Sidney van den Bergh, sterrenkundige |
| (4238) Audrey                | 13 april 1980     | Chernykh, N.S.                                           | Audrey Hepburn (1929-1993), actrice |
| (4295) Wisse                 | 24 september 1960 | van Houten en Gehrels                                    | Marijke Wisse-Schouten, medewerker van de Leidse sterrenwacht |
| (4296) van Woerkom           | 28 september 1935 | van Gent, H.                                             | Adriaan van Woerkom (1915-1991), sterrenkundige |
| (4359) Berlage               | 28 september 1935 | van Gent, H.                                             | Hendrik Petrus Berlage (1896-1968), meteoroloog, zoon van Hendrik Petrus Berlage |
| (4444) Escher                | 16 september 1985 | H. U. Nørgaard-Nielsen, Leif Hansen, Per Rex Christensen | Maurits Cornelis Escher (1898-1972), kunstenaar |
| (4457) van Gogh              | 3 september 1989  | Elst, E. W.                                              | Vincent van Gogh (1853-1890), schilder |
| (4511) Rembrandt             | 28 september 1935 | van Gent, H.                                             | Rembrandt van Rijn (1606-1669), schilder |
| (4646) Kwee                  | 24 september 1960 | vHG                                                      | Kiem Keng Kwee (1927-2023), sterrenkundige |
| (4648) Tirion                | 18 oktober 1931   | Reinmuth, K.                                             | Wil Tirion (1943-2024), hemelcartograaf |
| (4928) Vermeer               | 21 oktober 1982   | Karachkina, L. G.                                        | Johannes Vermeer (1632-1675), schilder |
| (5002) Marnix                | 20 september 1987 | Elst, E.W.                                               | Filips van Marnix van Sint-Aldegonde (1538-1598) |
| (5037) Habing                | 24 september 1960 | vHG                                                      | Harm Habing (1937), sterrenkundige |
| (5071) Schoenmaker           | 30 september 1973 | van Houten en Gehrels                                    | Ton Schoenmaker, amateurastronoom en computerprogrammeur |
| (5105) Westerhout            | 4 oktober 1986    | Bowell, E.                                               | Gart Westerhout (1927-2012), radiosterrenkundige |
| (5151) Weerstra              | 29 september 1973 | van Houten en Gehrels                                    | Klaas Weerstra, computerprogrammeur |
| (5243) Clasien               | 29 september 1973 | vHG                                                      | Clasien Shane, echtgenote van de sterrenkundige William Whitney Shane |
| (5274) Degewij               | 14 september 1985 | Bowell, E.                                               | Johan Degewij (1944), spectroscopist en fotometrist |
| (5342) Le Poole              | 20 september 1973 | vHG                                                      | Rudolf Le Poole (1942), sterrenkundige |
| (5327) Gertwilkens           | 5 maart 1989      | Z. Vávrová                                               | Gert Wilkens, boekhouder bij de voormalige Stichting 'De Koepel', bibliothecaris van de astronomische bibliotheek van Sterrenwacht Sonnenborgh te Utrecht en mederedacteur van de Sterrengids.                                 |
| (5408) Thé                   | 25 maart 1971     | vHGG                                                     | Pik Sin Thé (1927-2017), directeur van het Bosscha Observatorium in Indonesië |
| (5448) Siebold               | 26 september 1992 | Sugie, A.                                                | Philipp Franz von Siebold, arts op Decima in Japan |
| (5459) Saraburger            | 26 augustus 1981  | Debehogne, H.                                            | Sara Schöffer-Burger (1894-1999), helper van Joodse onderduikers in de Tweede Wereldoorlog |
| (5475) Hanskennedy           | 26 augustus 1989  | McNaught                                                 | Hans Kennedy, Nederlands/Australische astronoom |
| (5494) Johanmohr             | 19 oktober 1933   | Reinmuth, K.                                             | Johan Mohr (1716-1775), predikant en amateurastronoom |
| (5530) Eisinga               | 24 september 1960 | van Houten en Gehrels                                    | Eise Eisinga (1744-1821), planetariumbouwer |
| (5531) Carolientje           | 29 september 1973 | van Houten en Gehrels                                    | Caroline van Houten, kleindochter van de astronomen Van Houten |
| (5535) Annefrank             | 23 maart 1942     | Reinmuth, K.                                             | Anne Frank (1929-1945) |
| (5610) Balster               | 16 oktober 1977   | vHG                                                      | Harry Balster, amateurastronoom, mede vernoemd naar zijn zuster Yvonne |
| (5756) Wassenbergh           | 24 september 1960 | vHG                                                      | Or Wassenbergh (1924-2014), hoogleraar lucht- en ruimtevaartrecht |
| (5791) Comello               | 29 september 1973 | van Houten en Gehrels                                    | Georg Comello (1942), Nederlandse amateurastronoom |
| (5885) Apeldoorn             | 30 september 1973 | van Houten en Gehrels                                    | Ben Apeldoorn (1944), Nederlandse amateurastronoom en wetenschapspublicist |
| (5916) van der Woude         | 8 mei 1991        | Helin, E. F.                                             | Jurrie van der Woude (1935-2015), NASA/JPL-voorlichter |
| (5923) Liedeke               | 26 november 1992  | Spacewatch                                               | Liedeke de Stoppelaar, echtgenote van sterrenkundige Tom Gehrels |
| (6072) Hooghoudt             | 25 maart 1971     | van Houten en Gehrels                                    | Bernard Hooghoudt (1924-1995), ontwerper van de Nederlandse radiotelescopen |
| (6133) Royaldutchastro       | 14 september 1990 | H.E. Holt                                                | Naar de Koninklijke Nederlandse Vereniging voor Weer- en Sterrenkunde (KNVWS) |
| (6213) Zwiers                | 24 september 1960 | van Houten en Gehrels                                    | Hendrik Jan Zwiers (1865-1923), sterrenkundige |
| (6327) Tijn                  | 09 april 1991     | E.F. Helin                                               | Tijn Kolsteren (2010-2017), bedenker van de nagellak-actie voor 3FM Serious Request 2016 die 2,5 miljoen euro opbracht. |
| (6594) Tasman                | 25 juni 1987      | Mrkos, A.                                                | Abel Tasman (1603-1659), ontdekkingsreiziger |
| (6749) Ireentje              | 17 oktober 1960   | vHGG                                                     | Irene van Houten, kleindochter van de astronomen Van Houten |
| (6750) Katgert               | 24 maart 1971     | vHGG                                                     | Peter Katgert, sterrenkundige |
| (6751) van Genderen          | 25 maart 1971     | vHGG                                                     | Arnout van Genderen, sterrenkundige |
| (6834) Hunfeld               | 11 mei 1993       | Shimizu, Y., Urata, T.                                   | Jan Hunfeld (1934-2009), journalist |
| (7059) Van Dokkum            | 18 september 1990 | Holt, H.E.                                               | Pieter van Dokkum (1972), sterrenkundige |
| (7142) Spinoza               | 12 augustus 1994  | Elst, E. W.                                              | Baruch Spinoza (1632-1677), filosoof |
| (7147) Feijth                | 24 september 1960 | vHG                                                      | Henk Feijth (1944-1997), Nederlandse amateurastronoom |
| (7172) Multatuli             | 17 februari 1988  | Elst, E. W.                                              | Eduard Douwes Dekker (1820-1887), schrijver |
| (7506) Lub                   | 24 september 1960 | vHG                                                      | Jan Lub, sterrenkundige |
| (7507) Israel                | 17 oktober 1960   | vHG                                                      | Frank Israel, sterrenkundige |
| (7508) Icke                  | 16 oktober 1977   | vHGG                                                     | Vincent Icke (1946), sterrenkundige |
| (7536) Fahrenheit            | 21 november 1995  | Shimizu, Y. en Urata, T.                                 | Gabriel Fahrenheit (1686-1736), natuurkundige |
| (7541) Nieuwenhuis           | 16 oktober 1977   | vHGG                                                     | Henk Nieuwenhuis (1938), Nederlandse amateurastronoom en voormalig conservator van het Planetarium Eise Eisinga |
| (7621) Sweelinck             | 24 september 1960 | vHG                                                      | Jan Pieterszoon Sweelinck (1562-1621), componist en organist |
| (7907) Erasmus               | 24 september 1960 | vHG                                                      | Desiderius Erasmus (1469-1536), schrijver en filosoof |
| (7973) Koppeschaar           | 29 september 1973 | vHG                                                      | Carl Koppeschaar (1953), wetenschapsjournalist |
| (7974) Vermeesch             | 29 september 1973 | vHGG                                                     | Theo Vermeesch (1930-2000), directeur van Volkssterrenwacht Simon Stevin |
| (8175) Boerhaave             | 2 november 1991   | Elst, E. W.                                              | Herman Boerhaave (1668-1738), medicus en natuurkundige |
| (9239) van Riebeeck          | 3 mei 1997        | Elst, E. W.                                              | Johan Anthoniszoon van Riebeeck (1619-1677), stichter van de Kaapkolonie |
| (9259) Janvanparadijs        | 29 september 1973 | vHGG                                                     | Jan van Paradijs (1946-1999), sterrenkundige |
| (9490) Gosemeijer            | 25 maart 1971     | vHGG                                                     | Hennie Gosemeijer (1923-1999), Nederlandse amateurastronoom |
| (9491) Thooft                | 25 maart 1971     | vHGG                                                     | Gerard 't Hooft (1946), natuurkundige, Nobelprijswinnaar in 1999 |
| (9492) Veltman               | 25 maart 1971     | vHGG                                                     | Martinus Veltman (1931-2021), natuurkundige, Nobelprijswinnaar in 1999 |
| (9496) Ockels                | 26 maart 1971     | vHGG                                                     | Wubbo Ockels (1946-2014), eerste Nederlandse astronaut |
| (9497) Dwingeloo             | 29 september 1973 | vHGG                                                     | Dwingeloo Radiotelescoop |
| (9498) Westerbork            | 29 september 1973 | vHGG                                                     | Westerbork Synthese Radio Telescoop |
| (9604) Bellevanzuylen        | 30 december 1991  | Elst, E.W.                                               | Belle van Zuylen (1740-1805) Nederlands Franstalige schrijfster en componiste |
| (9611) Anouck                | 2 september 1992  | Elst, E.W.                                               | Anouck Vrouwe (1978), wetenschapsjournalist |
| (9663) Zwin                  | 15 april 1996     | Elst, E.W.                                               | het Zwin in Zeeuws-Vlaanderen |
| (9676) Eijkman               | 24 september 1960 | vHGG                                                     | Christiaan Eijkman (1858-1930), arts, Nobelprijswinnaar in 1929 |
| (9678) Van der Meer          | 24 september 1960 | vHGG                                                     | Simon van der Meer (1925-2011), natuurkundige, Nobelprijswinnaar in 1984 |
| (9679) Crutzen               | 24 september 1960 | vHGG                                                     | Paul Crutzen (1933-2021), meteoroloog, Nobelprijswinnaar in 1995 |
| (9682) Gravesande            | 24 september 1960 | vHGG                                                     | Willem Jacob 's Gravesande (1688-1742), natuurkundige |
| (9683) Rambaldo              | 24 september 1960 | vHGG                                                     | Alfred Emile Rambaldo (1878-1911), luchtvaartpionier en meteoroloog |
| (9685) Korteweg              | 24 september 1960 | vHGG                                                     | Diederik Johannes Korteweg (1848-1941), wiskundige |
| (9686) Keesom                | 24 september 1960 | vHGG                                                     | Willem Keesom (1876-1956), natuurkundige |
| (9687) Uhlenbeck             | 24 september 1960 | vHGG                                                     | George E. Uhlenbeck (1900-1988), natuurkundige |
| (9688) Goudsmit              | 24 september 1960 | vHGG                                                     | Samuel A. Goudsmit (1902-1978), natuurkundige |
| (9689) Freudenthal           | 24 september 1960 | vHGG                                                     | Hans Freudenthal (1905-1990), wiskundige |
| (9690) Houtgast              | 24 september 1960 | vHGG                                                     | Jacob Houtgast (1908-1982), sterrenkundige |
| (9691) Zwaan                 | 24 september 1960 | vHGG                                                     | Cornelis Zwaan (1928-1999), sterrenkundige |
| (9692) Kuperus               | 24 september 1960 | vHGG                                                     | Max Kuperus, sterrenkundige |
| (9693) Bleeker               | 24 september 1960 | vHGG                                                     | Johan A.M. Bleeker (1942), sterrenkundige |
| (9695) Johnheise             | 24 september 1960 | vHGG                                                     | John Heise, sterrenkundige |
| (9697) Louwman               | 25 maart 1971     | vHGG                                                     | Peter Louwman (1935-2023), Nederlandse amateursastronoom |
| (9698) Idzerda               | 25 maart 1971     | vHGG                                                     | Hanso Schotanus à Steringa Idzerda (1885-1944), radiopionier |
| (9699) Baumhauer             | 26 maart 1971     | vHGG                                                     | Albert Gillis von Baumhauer (1891-1939), luchtvaartpionier |
| (9701) Mak                   | 29 september 1973 | vHGG                                                     | Arie Mak (1914-2007), Nederlandse amateurastronoom |
| (9702) Tomvandijk            | 29 september 1973 | vHGG                                                     | Thom van Dijk (1915-2006), Nederlandse amateurastronoom |
| (9703) Sussenbach            | 30 september 1973 | vHGG                                                     | John Sussenbach (1938), Nederlandse amateurastronoom |
| (9704) Georgebeekman         | 30 september 1973 | vHGG                                                     | George Beekman (1944), wetenschapsjournalist en hoofdredacteur van Zenit |
| (9705) Drummen               | 16 oktober 1977   | vHGG                                                     | Mat Drummen (1945), Nederlandse amateurastronoom en voormalig directeur van Stichting 'De Koepel' |
| (9706) Bouma                 | 16 oktober 1977   | vHGG                                                     | Reinder Bouma (1949), Nederlandse amateurastronoom |
| (9707) Petruskoning          | 16 oktober 1977   | vHGG                                                     | Piet Koning (1934-2018), oprichter van Volkssterrenwacht Bussloo |
| (9708) Gouka                 | 16 oktober 1970   | vHGG                                                     | Adriaan Gouka (1879-1963), medeoprichter van de NVWS |
| (9709) Chrisnell             | 16 oktober 1970   | vHGG                                                     | Christiaan Nell (1875-1960), medeoprichter van de NVWS |
| (9903) Leonhardt             | 4 juli 1997       | Comba, P.G.                                              | Gustav Leonhardt (1928-2012), dirigent en organist |
| (9994) Grotius               | 24 september 1960 | vHGG                                                     | Hugo de Groot (1583-1645), jurist en schrijver |
| (9996) ANS                   | 17 oktober 1960   | vHGG                                                     | Astronomische Nederlandse Satelliet |
| (10135) Wimhermsen           | 13 juni 1993      | Holt, H.E.                                               | Wim Hermsen (1947), Fysicus bij COSPAR. |
| (10250) Hellahaasse          | 25 maart 1971     | vHGG                                                     | Hella S. Haasse (1918-2011), schrijfster |
| (10251) Mulisch              | 26 maart 1971     | vHGG                                                     | Harry Mulisch (1927-2010), schrijver |
| (10252) Heidigraf            | 26 maart 1971     | vHGG                                                     | Heidi Graf, voormalig persvoorlichter ESTEC |
| (10256) Vredevoogd           | 16 oktober 1977   | vHGG                                                     | Loek Vredevoogd, voorzitter van het College van Bestuur van de Universiteit Leiden |
| (10427) Klinkenberg          | 24 september 1960 | vHGG                                                     | Dirk Klinkenberg (1709-1799), sterrenkundige |
| (10428) Wanders              | 24 september 1960 | vHGG                                                     | Adriaan Wanders (1903-1984), sterrenkundige en schrijver |
| (10429) van Woerden          | 24 september 1960 | vHGG                                                     | Hugo van Woerden (1926-2020), sterrenkundige en (ere)voorzitter van de KNVWS |
| (10430) Martschmidt          | 24 september 1960 | vHGG                                                     | Maarten Schmidt (1929-2022), sterrenkundige |
| (10431) Pottasch             | 24 september 1960 | vHGG                                                     | Stuart Pottasch (1932-2018), sterrenkundige |
| (10432) Ullischwarz          | 24 september 1960 | vHGG                                                     | Ulrich Schwarz (1932-2018), sterrenkundige |
| (10433) Ponsen               | 24 september 1960 | vHGG                                                     | Jaap Ponsen (1931-1961), sterrenkundige |
| (10434) Tinbergen            | 24 september 1960 | vHGG                                                     | Jaap Tinbergen (1934-2010), sterrenkundige |
| (10435) Tjeerd               | 24 september 1960 | vHGG                                                     | Tjeerd van Albada, sterrenkundige |
| (10436) Janwillempel         | 24 september 1960 | vHGG                                                     | Jan Willem Pel, sterrenkundige |
| (10437) van der Kruit        | 24 september 1960 | vHGG                                                     | Pieter C. van der Kruit, sterrenkundige |
| (10438) Ludolph              | 24 september 1960 | vHGG                                                     | Ludolph van Ceulen (1540-1610), wiskundige |
| (10439) Van Schooten         | 24 september 1960 | vHGG                                                     | Frans van Schooten (ca. 1615-1660), wiskundige |
| (10440) Van Swinden          | 17 oktober 1960   | vHGG                                                     | Jean Henri van Swinden (1746-1823), wis- en natuurkundige |
| (10441) Van Rijckevorsel     | 17 oktober 1960   | vHGG                                                     | Elie van Rijckevorsel (1845-1928), wetenschappelijk medewerker |
| (10442) Biezenzo             | 26 maart 1971     | vHGG                                                     | Cornelis B. Biezenzo (1888-1975), natuurkundige |
| (10443) Van der Pol          | 29 september 1973 | vHGG                                                     | Balthasar van der Pol (1889-1959), natuurkundige |
| (10445) Coster               | 29 september 1973 | vHGG                                                     | Dirk Coster (1889-1950), natuurkundige en meteoroloog |
| (10447) Bloembergen          | 16 oktober 1977   | vHGG                                                     | Nico Bloembergen (1920-2017), natuurkundige, Nobelprijswinnaar in 1981 |
| (10467) Peterbus             | 1 maart 1981      | S.J. Bus                                                 | Peter Bus (1951-2016), Nederlandse amateurastronoom en mede-oprichter van de Werkgroep Kometen van de KNVWS. |
| (10529) Giessenburg          | 16 november 1990  | Elst, E.W.                                               | Rudolf Charles d'Ablaing van Giessenburg (1826-1904), schrijver |
| (10586) Jansteen             | 22 mei 1996       | Elst, E.W.                                               | Jan Steen (1626-1679), kunstschilder |
| (10646) Machielalberts       | 26 september 1960 | vHGG                                                     | Machiel Alberts (1909-2003), Nederlandse amateurastronoom en eerste Nederlander die een meteoor fotografeerde op 7 augustus 1953                                                                                               |
| (10647) Meesters             | 25 september 1960 | vHGG                                                     | Piet Meesters (1887-1964), amateurastronoom |
| (10648) Plancius             | 24 september 1960 | vHGG                                                     | Petrus Plancius (1552-1622), cartograaf en sterrenkundige voor de VOC |
| (10649) VOC                  | 24 september 1960 | vHGG                                                     | De Vereenigde Oostindische Compagnie |
| (10650) Houtman              | 24 september 1960 | vHGG                                                     | Frederick de Houtman (1571-1627), navigator, assistent van P. Keyser in 1595 |
| (10651) van Linschoten       | 24 september 1960 | vHGG                                                     | Jan Huygen van Linschoten (1563-1611), spion en kaartenmaker voor de VOC |
| (10652) Blaeu                | 24 september 1960 | vHGG                                                     | Willem Blaeu (1571-1638) of zijn zoon Joan Blaeu (1596-1673), cartografen |
| (10653) Witsen               | 24 september 1960 | vHGG                                                     | Nicolaes Witsen (1641-1717), diplomaat en cartograaf |
| (10654) Bontekoe             | 24 september 1960 | vHGG                                                     | Willem Bontekoe, Oost-Indiëvaarder |
| (10655) Pietkeyser           | 17 oktober 1960   | vHGG                                                     | Pieter Dirkszoon Keyser (ca. 1540-1596), navigator van de eerste Indische retourvloot in 1595 |
| (10658) Gretadevries         | 17 oktober 1960   | vHGG                                                     | Greta de Vries (1967-2006), staflid Kapteyn-instituut |
| (10662) Peterwisse           | 30 september 1973 | vHGG                                                     | Peter Wisse, voormalig curator van het museum Museon in Den Haag |
| (10667) van Marxveldt        | 28 oktober 1975   | Gehrels, T.                                              | Cissy van Marxveldt (ps. van Setske de Haan, 1889-1948), schrijfster van meisjesboeken |
| (10834) Zembsch-Schreve      | 25 maart 1971     | vHGG                                                     | Guido Zembsch-Schreve (1916-2003), geheim agent in Frankrijk in de Tweede Wereldoorlog |
| (10861) Ciske                | 22 juni 1995      | Spacewatch                                               | Ciske Staring (1919), verzetsstrijder in de Tweede Wereldoorlog |
| (10950) Albertjansen         | 24 september 1960 | vHGG                                                     | Albert Jansen (1940-2004), sterrenkundige en eerste directeur van het Zeiss Planetarium Den Haag |
| (10961) Buysballot           | 24 september 1960 | vHGG                                                     | Christophorus Buys Ballot (1817-1890), eerste directeur van het KNMI |
| (10962) Sonnenborgh          | 17 oktober 1960   | vHGG                                                     | Sterrenwacht Sonnenborgh te Utrecht |
| (10963) Van der Brugge       | 25 maart 1971     | vHGG                                                     | Aad van der Brugge (19??-2022), KNVWS-bestuurslid |
| (10964) Degraaff             | 26 maart 1971     | vHGG                                                     | Wim de Graaff (1923-2004), sterrenkundige |
| (10965) Van Leverink         | 26 maart 1971     | vHGG                                                     | Simon van Leverink (1947), Nederlandse amateurastronoom |
| (10966) Van der Hucht        | 26 maart 1971     | vHGG                                                     | Karel van der Hucht, secretaris van de Internationale Astronomische Unie |
| (10970) De Zeeuw             | 29 september 1973 | vHGG                                                     | Tim de Zeeuw (1956), sterrenkundige |
| (10971) Van Dishoeck         | 29 september 1973 | vHGG                                                     | Ewine van Dishoeck (1955), sterrenkundige |
| (10976) Wubbena              | 29 september 1971 | vHGG                                                     | Eltjo Wubbena (1947), Nederlandse amateurastronoom en voormalig voorzitter van de KNWVS |
| (10977) Mathlener            | 30 september 1973 | vHGG                                                     | Edwin Mathlener (1962), Nederlandse amateurastronoom en directeur stichting De Koepel |
| (10980) Breimer              | 29 september 1973 | vHGG                                                     | Douwe Breimer (1943), voormalig rector magnificus van de Universiteit Leiden |
| (10981) Franssaris           | 17 oktober 1977   | vHGG                                                     | Frans Saris (1942), natuurkundige |
| (10982) Poerink              | 11 oktober 1977   | vHGG                                                     | Urijan Poerink (1953), nederlandse amateurastronoom en meteorenwaarnemer |
| (10983) Smolders             | 16 oktober 1977   | vHGG                                                     | Piet Smolders (1940), ruimtevaartdeskundige, directeur Artis Planetarium |
| (10984) Gispen               | 16 oktober 1977   | vHGG                                                     | Willem Gispen, rector van de Universiteit Utrecht |
| (10986) Govert               | 16 oktober 1977   | vHGG                                                     | Govert Schilling (1956), Nederlandse amateurastronoom en sterrenkunde- en ruimtevaartpublicist |
| (11103) Miekerouppe          | 18 september 1995 | Spacewatch                                               | Mieke Rouppe van der Voort (Anne Marie Aarts) (1917-2005), Haags verzetsstrijdster |
| (11184) Postma               | 18 april 1998     | Spacewatch                                               | Sep Postma (1921-1944), verzetsstrijder |
| (11238) Johanmaurits         | 24 september 1960 | vHGG                                                     | graaf Johan Maurits van Nassau-Siegen (1604-1679), oprichter van de eerste Amerikaanse sterrenwacht |
| (11239) Marcgraf             | 24 september 1960 | vHGG                                                     | Georg Marcgraf (1610-1643), sterrenkundige in Nederlands-Brazilië |
| (11240) Piso                 | 24 september 1960 | vHGG                                                     | Willem Piso (1611-1678), arts, natuurvorser in Nederlands-Brazilië |
| (11241) Eckhout              | 24 september 1960 | vHGG                                                     | Albert Eckhout (1610-1666), schilder, onderzoeker in Nederlands-Brazilië |
| (11242) Franspost            | 25 maart 1971     | vHGG                                                     | Frans Post (1612-1680), schilder |
| (11243) de Graauw            | 25 maart 1971     | vHGG                                                     | Thijs de Graauw, sterrenkundige |
| (11244) Andrékuipers         | 29 september 1973 | vHGG                                                     | André Kuipers, ruimtevaarder |
| (11245) Hansderijk           | 16 oktober 1977   | vHGG                                                     | Hans de Rijk (alias Bruno Ernst) (1926-2021), Nederlandse amateurastronoom, auteur, lid redactie Zenit |
| (11426) Molster              | 24 september 1960 | vHGG                                                     | Lucia Glen, dochter van Frank Molster, sterrenkundige |
| (11427) Willemkolff          | 24 september 1960 | vHGG                                                     | Willem Kolff (1911-2009), arts |
| (11430) Lodewijkberg         | 17 oktober 1960   | vHGG                                                     | Lodewijk van den Berg (1932-2022), Amerikaans-Nederlandse astronaut |
| (11431) Karelbosscha         | 13 mei 1971       | vHGG                                                     | Karel Albert Rudolf Bosscha (1865-1928), theeplanter, oprichter van de sterrenwacht in Bandoeng |
| (11432) Kerkhoven            | 13 mei 1971       | vHGG                                                     | Rudolf Albert Kerkhoven (1852-1918), chemisch technoloog en theeplanter, oprichter van de sterrenwacht in Bandoeng, neef van Karel Albert Rudolf Bosscha                                                                       |
| (11433) Gemmafrisius         | 16 oktober 1977   | vhGG                                                     | Gemma Frisius (1508-1555), geograaf, wiskundige, arts |
| (11772) Jacoblemaire         | 29 september 1973 | vHGG                                                     | Jacob le Maire, ontdekkingsreiziger |
| (11773) Schouten             | 17 oktober 1977   | vHGG                                                     | Willem Cornelisz Schouten († 1625), ontdekkingsreiziger |
| (11779) Zernike              | 16 oktober 1977   | vHGG                                                     | Frits Zernike (1888-1966), natuurkundige, Nobelprijswinnaar in 1953 |
| (11945) Amsterdam            | 15 augustus 1993  | Elst, E.W.                                               | Amsterdam |
| (12131) Echternach           | 24 september 1960 | vHGG                                                     | Eddy Echternach (1961), sterrenkunde- en ruimtevaartpublicist, hoofdredacteur van Zenit |
| (12132) Wimfroger            | 24 september 1960 | vHGG                                                     | Wim Fröger (1962), amateurastronoom |
| (12133) Titulaer             | 24 september 1960 | vHGG                                                     | Chriet Titulaer (1943-2017), sterrenkundige en televisiepresentator |
| (12134) Hans Friedeman       | 24 september 1960 | vHGG                                                     | Hans Friedeman (1937-1996), wetenschapsredacteur van de Volkskrant |
| (12135) Terlingen            | 24 september 1960 | vHGG                                                     | Henk Terlingen (1941-1994), televisieverslaggever, Apollo Henkie |
| (12150) De Ruyter            | 25 maart 1971     | vHGG                                                     | admiraal Michiel de Ruyter (1607-1676). |
| (12151) Oranje-Nassau        | 25 maart 1971     | vHGG                                                     | prins Willem van Oranje (1533-1584), Vader des Vaderlands. |
| (12156) Ubels                | 29 september 1973 | vHGG                                                     | Ter nagedachtenis aan brandweerman Egbert Ubels (1969-2008) die op met zijn collega's Raymond Patrick Soyer en Anne Kregel op 9 mei 2008 omkwam bij een brand in De Punt.                                                      |
| (12157) Können               | 29 september 1973 | vhGG                                                     | Günther Können (1944-2022), specialist in optische verschijnselen |
| (12159) Bettybiegel          | 29 september 1973 | vHGG                                                     | Rebekka Biegel (1886–1943) studeerde sterrenkunde in Leiden en psychologie in Utrecht. Pleegde zelfmoord onder dreiging van deportatie naar Auschwitz.                                                                         |
| (12160) Karelwakker          | 29 september 1973 | vHGG                                                     | Karel Wakker, hoogleraar astrodynamica aan de TU Delft |
| (12162) Bilderdijk           | 29 september 1973 | vHGG                                                     | Willem Bilderdijk (1756–1831), dichter, geschiedkundige en taalkundige |
| (12169) Munsterman           | 16 oktober 1977   | vHGG                                                     | Henk Munsterman (1946-2014), Nederlandse amateurastronoom |
| (12170) Vanvollenhoven       | 16 oktober 1977   | vHGG                                                     | mr. Pieter van Vollenhoven, echtgenoot van prinses Margriet |
| (12171) Johannink            | 16 oktober 1977   | vHGG                                                     | Carl Johannink (1959), Nederlandse amateurastronoom |
| (12172) Niekdekort           | 16 oktober 1977   | vHGG                                                     | Niek de Kort (1956), Nederlandse amateurastronoom en wetenschapspopularisator |
| (12173) Lansbergen           | 1 januari 1977    | vHGG                                                     | Philippus Lansbergen (1561-1632), Vlaams-Nederlands predikant en sterrenkundige te Middelburg. Schreef eerste Nederlandstalige boek over sterrenkunde en het copernicaanse wereldbeeld.                                        |
| (12174) Van het Reve         | 16 oktober 1977   | vHGG                                                     | Karel van het Reve (1921-1999), hoogleraar Slavische talen te Leiden en schrijver |
| (12175) Wimhermans           | 16 oktober 1977   | vHGG                                                     | Willem Frederik Hermans (1921–1995), Fysisch geograaf en schrijver |
| (12180) Kistemaker           | 16 oktober 1977   | vHGG                                                     | Jacob Kistemaker (1917-2010), natuurkundige |
| (12368) Mutsaers             | 7 februari 1994   | Elst, E.W.                                               | Charlotte Mutsaers (1942), schrijfster |
| (12490) Leiden               | 3 mei 1997        | Elst, E.W.                                               | Leiden |
| (12491) Musschenbroek        | 3 mei 1997        | Elst, E.W.                                               | Pieter van Musschenbroeck (1692-1761), astronoom en uitvinder |
| (12615) Mendesdeleon         | 24 september 1960 | vHGG                                                     | Pablo Mendes de Leon (1954), directeur van het Internationale Instituut voor Lucht- en Ruimterecht en sinds 2008 hoogleraar Lucht- en Ruimterecht aan de Universiteit Leiden.                                                  |
| (12618) Cellarius            | 24 september 1960 | vHG                                                      | Andreas Cellarius (c. 1596-1665), Nederlands-Duitse cosmograaf, rector van de Latijnse School in Hoorn en auteur van de 'Harmonia Macrocosmica'                                                                                |
| (12625) Koopman              | 17 oktober 1960   | vHGG                                                     | Elisabetha Koopman (1647-1693), 2e vrouw van Johannes Hevelius |
| (12626) Timmerman            | 25 maart 1971     | vHGG                                                     | Petronella Johanna de Timmerman (1724-1786), vrouw van Jan Frederik Hennert, sterrenkundige |
| (12629) Jandeboer            | 25 maart 1971     | vHGG                                                     | Jan de Boer (1943), voormalig secretaris van de KNVWS |
| (12630) Verstappen           | 26 maart 1971     | vHGG                                                     | René Verstappen (1948), administrateur van Stichting De Koepel |
| (12631) Mariekebaan          | 26 maart 1971     | vHGG                                                     | Marieke Baan, persvoorlichter Nederlandse Onderzoekschool voor Astronomie |
| (12633) Warmenhoven          | 26 maart 1971     | vHGG                                                     | Adrie Warmenhoven, directeur Eise Eisinga Planetarium |
| (12634) LOFAR                | 26 maart 1971     | vHGG                                                     | LOFAR, een radiotelescoop |
| (12635) Hennylamers          | 26 maart 1971     | vHGG                                                     | Henny Lamers (1941), sterrenkundige |
| (12637) Gustavleonhardt      | 29 september 1973 | vHGG                                                     | Gustav Leonhardt (1928-2012), klavecinist |
| (12638) Fransbruggen         | 29 september 1973 | vHGG                                                     | Frans Brüggen (1934-2014), blokfluitist en dirigent |
| (12639) Tonkoopman           | 29 september 1973 | vHGG                                                     | Ton Koopman (1944), musicus |
| (12640) Reinbertdeleeuw      | 29 september 1973 | vHGG                                                     | Reinbert de Leeuw (1938-2020), componist |
| (12641) Hubertushenrichs     | 29 september 1973 | vHGG                                                     | Hubertus Frederik Henrichs (1949), sterrenkundige |
| (12642) Davidjansen          | 29 september 1973 | vHGG                                                     | David Jona Jansen (1968), sterrenkundige |
| (12643) Henkolthof           | 30 september 1973 | vHGG                                                     | Henk Olthof (1944), sterrenkundige en voormalig voorzitter van de KNVWS |
| (12644) Robertwielinga       | 30 september 1973 | vHGG                                                     | Robert Wielinga (1962), leraar natuurkunde, amateurastronoom |
| (12646) Avercamp             | 25 september 1973 | vHG                                                      | Hendrick Avercamp (1585-1634), schilder |
| (12647) Pauluspotter         | 30 september 1973 | vHG                                                      | Paulus Potter (1625-1654), schilder |
| (12650) de Vries             | 16 oktober 1977   | vHGG                                                     | Martien de Vries (1932), Nederlands astronoom die deel uitmaakte van het team dat de eerste Dutch Telescope op La Silla (Chili) ontwikkelde.                                                                                   |
| (12651) Frenkel              | 19 oktober 1977   | vHGG                                                     | Daan Frenkel, Nederlands wetenschapper die heeft bijgedragen aan diverse astronomische simulatietechnieken. |
| (12652) Groningen            | 16 oktober 1977   | vHGG                                                     | Groningen, vestigingsplaats van het Kapteyn Instituut van de Rijksuniversiteit Groningen. |
| (12653) van der Klis         | 11 oktober 1977   | vHGG                                                     | Michiel van der Klis (1953), Nederlands astronoom. Deskundige op het gebied van neutronensterren en zwarte gaten. |
| (12654) Heinofalcke          | 16 oktober 1977   | vHGG                                                     | Heino Falcke (1966), Duits radioastronoom verbonden aan de Radboud Universiteit die een belangrijke rol heeft gespeeld bij de totstandkoming van de Event Horizon Telescope.                                                   |
| (12655) Benferinga           | 16 oktober 1977   | vHGG                                                     | Ben Feringa (1951), Nederlands scheikundige en Nobelprijswinnaar. Deskundige op het gebied van de ‘moleculaire machines’ |
| (12656) Gerdebruijn          | 16 oktober 1977   | vHGG                                                     | Ger de Bruijn (1948-2017), Nederlands radioastronoom die aan de basis heeft gestaan van het wetenschappelijke en technische succes van de Westerbork Synthese Radio Telescoop en LOFAR.                                        |
| (12695) Utrecht              | 1 april 1989      | Elst, E. W.                                              | Utrecht |
| (12709) Bergen op Zoom       | 15 november 1990  | Elst, E.W.                                               | Bergen op Zoom |
| (12710) Breda                | 15 november 1990  | Elst, E.W.                                               | Breda |
| (12716) Delft                | 9 april 1991      | Elst, E.W.                                               | Delft |
| (12938) Ingakamp             | 24 september 1960 | vHGG                                                     | Inga Kamp (1970), Duits sterrenkundige werkzaam in Groningen |
| (12939) Ignassnellen         | 24 september 1960 | vHGG                                                     | Ignas Snellen (1970), sterrenkundige |
| (12940) Gijsnelemans         | 24 september 1960 | vHGG                                                     | Gijs Nelemans (1971), sterrenkundige |
| (12941) Franssnik            | 24 september 1960 | vHGG                                                     | Frans Snik (1979), sterrenkundige |
| (12942) van der Marel        | 24 september 1960 | vHGG                                                     | Nienke van der Marel (1986), sterrenkundige |
| (12943) Selmademink          | 24 september 1960 | vHGG                                                     | Selma de Mink (1983), sterrenkundige |
| (12944) Robwalrecht          | 24 september 1960 | vHGG                                                     | Rob Walrecht (1959), amateursterrenkundige |
| (12945) Reynierpeletier      | 17 oktober 1960   | vHGG                                                     | Reynier Peletier (1962), sterrenkundige |
| (12946) Portegieszwart       | 25 maart 1971     | vHGG                                                     | Simon Portegies Zwart (1965), sterrenkundige |
| (12947) Paulgroot            | 26 maart 1971     | vHGG                                                     | Paul Groot (1971), sterrenkundige |
| (12948) Nathaliedegenaar     | 26 maart 1971     | vHGG                                                     | Nathalie Degenaar (1980), sterrenkundige |
| (12949) (12949) Milogrootjen | 26 maart 1971     | vHGG                                                     | Milo Grootjen (1975), sterrenkundige |
| (12950) Michielrodenhuis     | 26 maart 1971     | vHGG                                                     | Michiel Rodenhuis (1971), sterrenkundige |
| (12951) Koenkuijken          | 29 september 1973 | vHGG                                                     | Koen Kuijken (1963), sterrenkundige |
| (12952) Joerivanleeuwen      | 29 september 1973 | vHGG                                                     | Joeri van Leeuwen (1975), sterrenkundige |
| (12953) Jaapvreeling         | 29 september 1973 | vHGG                                                     | Jaap Vreeling (1956-2025), amateursterrenkundige |
| (12954) Hendrikcasimir       | 29 september 1973 | vHGG                                                     | Hendrik Casimir (1909–2000), natuurkundige |
| (13097) Lamoraal             | 23 januari 1993   | Elst, E.W.                                               | Lamoraal van Egmont (1522-1568), generaal en staatsman |
| (13112) Montmorency          | 18 augustus 1993  | Elst, E.W.                                               | Filips van Montmorency (1524-1568), krijgs- en staatsman |
| (13127) Jeroenbrouwers       | 12 augustus 1994  | Elst, E. W.                                              | Jeroen Brouwers (1940-2022), Nederlands journalist en schrijver. |
| (13209) Arnhem               | 9 april 1997      | Elst, E.W.                                               | Arnhem |
| (13357) Werkhoven            | 15 oktober 1998   | Spacewatch                                               | Marga Werkhoven (1946-2013), Nederlands-Surinaamse botanicus (Nationaal Herbarium van Suriname) |
| (13647) Rey                  | 20 april 1996     | Elst, E.W.                                               | Marc-Michel Rey (1720-1780), uitvinder |
| (13669) Swammerdam           | 3 mei 1997        | Elst, E.W.                                               | Jan Swammerdam (1637–1680), Nederlands natuuronderzoeker die als een van de eersten de wetenschappelijke mogelijkheden van de microscoop onderzocht.                                                                           |
| (14019) Pourbus              | 10 augustus 1994  | Elst, E.W.                                               | Pieter Pourbus (1523-1584), Nederlands-Vlaams kunstschilder, beeldhouwer en cartograaf. Vooral bekend vanwege zijn religieuze en portretschilderijen.                                                                          |
| (14282) Cruijff              | 24 september 1960 | vHGG                                                     | Johan Cruijff (1947-2016), voormalig Nederlands topvoetballer en coach. Oprichter van de Johan Cruyff Foundation. |
| (14308) Hardeman             | 16 oktober 1977   | vHGG                                                     | Sjoerd Hardeman (1982-2011) lid van de Jongerenwerkgroep voor sterrenkunde (JWG), die diverse JWG-kampen heeft begeleid en vele astronomische lezingen heeft gegeven.                                                          |
| (14664) Vandervelden         | 25 januari 1999   | Urata, T.                                                | Erwin van der Velden (1966-2005), amateur-sterrenkundige |
| (15168) Marijnfranx          | 24 september 1960 | vHGG                                                     | Marijn Franx, sterrenkundige |
| (15169) Wilfriedboland       | 24 september 1960 | vHGG                                                     | Wilfried Boland, sterrenkundige |
| (15170) Erikdeul             | 24 september 1960 | vHGG                                                     | Erik Deul, sterrenkundige |
| (15171) Xandertielens        | 24 september 1960 | vHGG                                                     | Xander Tielens, sterrenkundige |
| (15295) Tante Riek           | 4 november 1991   | Spacewatch                                               | Helena T. Kuipers-Rietberg (“Tante Riek”, 1893–1944), verzetsheldin, een van de oprichters van de Landelijke organisatie voor hulp aan Onderduikers. Stierf in Ravensbrück.                                                    |
| (15296) Tantetruus           | 2 januari 1992    | Spacewatch                                               | Geertruida (Truus) Wijsmuller-Meijer, Nederlandse oorlogsheldin die tienduizend Joodse kinderen redde |
| (15468) Mondriaan            | 14 januari 1999   | Spacewatch                                               | Piet Mondriaan, schilder |
| (15735) Andakerkhoven        | 18 november 1990  | Elst, E.W.                                               | Melisande Titania Marie Kerkhoven (1919-1945), verzetsstrijdster |
| (16676) Tinne                | 11 februari 1994  | Spacewatch                                               | Alexine Tinne (1835-1869), ontdekkingsreiziger |
| (16690) Fabritius            | 7 januari 1995    | Spacewatch                                               | Carel Fabritius, Nederlands kunstschilder (1622-1654). Leerling van Rembrandt. |
| (16710) Kluyver              | 18 september 1995 | Spacewatch                                               | Helena Kluyver (1909-2001), Nederlandse astronome die aan de banen van kometen werkte, maar ook bekend was vanwege haar onderzoek van sterbewegingen in de sterrenhoop Hyaden.                                                 |
| (16756) Keuskamp             | 8 september 1996  | Spacewatch                                               | Diederik Keuskamp (1915-1992), hoogleraar in de anesthesiologie en amateurastronoom met speciale belangstelling voor kometen.                                                                                                  |
| (16777) Bosma                | 13 november 1996  | Spacewatch                                               | Albert Bosma, Nederlands astronoom, bekend om zijn proefschrift uit 1978, waarin hij suggereert dat sterrenstelsels aanzienlijke hoeveelheden donkere materie bevatten.                                                        |
| (17031) Piethut              | 22 maart 1999     | LONEOS                                                   | Piet Hut (1952), astrofysicus |
| (17521) Kiek                 | 27 januari 1993   | Elst, E.W.                                               | Israel David Kiek (1811-1899), fotograaf |
| (19140) Jansmit              | 2 september 1989  | Shoemaker, C.S., Shoemaker, E.M.                         | Jan Smit, geoloog en paleontoloog |
| (19235) van Schurman         | 9 november 1993   | Elst, E.W.                                               | Anna Maria van Schurman (1607-1678), eerste vrouwelijke student aan de Universiteit van Utrecht |
| (19251) Totziens             | 3 september 1994  | Wild, P.                                                 | Vermoedelijk de laatste ontdekking van Paul Wild (1925-2014), kort na de Algemene vergadering van de IAU in Den Haag |
| (20068) Peterbarthel         | 9 oktober 1993    | Elst, E.W.                                               | Peter Barthel (1952), Nederlands sterrenkundige |
| (20243) Den Bosch            | 25 februari 1994  | Elst, E.W.                                               | De hoofdstad van de Nederlandse provincie Noord-Brabant en woonplaats van de kunstschilder Hieronymus Bosch. |
| (22184) RudolfVeltman        | 22 december 2000  | Lowell Obs.                                              | Rudolf Veltman (1951-2009), Nederlandse amateurastronoom en meteoorwaarnemer, actief binnen de DMS |
| (22189) Gijskatgert          | 24 september 1960 | vHGG                                                     | Gijs Katgert (1981–2011), natuurkundige en zoon van de Nederlandse astronomen Peter en Jet Katgert |
| (23190) Stellakwee           | 24 september 1960 | vHGG                                                     | Stella Vooren Kwee (1964–2005), dochter van de Leidse astronoom K.K. Kwee en zijn vrouw, Sunny Kwee |
| (23403) Boudewijnbuch        | 24 maart 1971     | Gehrels, T.                                              | Boudewijn Büch (1948-2002), schrijver en tv-persoonlijkheid |
| (23404) Bomans               | 15 september 1972 | Gehrels, T.                                              | Godfried Bomans (1913-1971), schrijver |
| (24999) Hieronymus           | 24 juni 1998      | Pravec, P.                                               | Hieronymus Bosch (ca. 1450-1516), schilder |
| (25331) Berrevoets           | 20 mei 1999       | Roe, J.                                                  | Cor Berrevoets (1963) ontwikkelde het gratis beeldbewerkingsprogramma Registax dat wereldwijd door amateurs en professionele astronomen wordt gebruikt om hoge resolutiebeelden van maan en planeten te maken.                 |
| (27657) Berkhey              | 12 augustus 1974  | Gehrels, T.                                              | Johannes le Francq van Berkhey (1729-1812), arts, schrijver, dichter |
| (27718) Gouda                | 2 april 1989      | Elst, E.W.                                               | Stad in Zuid-Holland, bekend om de Goudse kaas. |
| (29208) Halorentz            | 9 september 1991  | Börngen, F., Schmadel, L. D.                             | Hendrik Antoon Lorentz (1853-1928), natuurkundige, Nobelprijswinnaar in 1902 |
| (29212) Zeeman               | 10 september 1991 | Börngen, F.                                              | Pieter Zeeman (1865-1943), natuurkundige, Nobelprijswinnaar in 1902 |
| (30443) Stieltjes            | 3 juli 2000       | P.G. Comba                                               | Thomas Joannes Stieltjes Jr (1856-1894), wiskundige |
| (30852) Debye                | 2 oktober 1991    | Börngen, F. en Schmadel, L.D.                            | Peter Debye (1884-1966), natuurkundige, Nobelprijswinnaar in 1936 |
| (31338) Lipperhey            | 8 april 1998      | Elst, E.W.                                               | Hans Lippershey (c. 1570-1619), Middelburgse brillenmaker die in 1608 de eerste patent voor een telescoop aanvroeg |
| (32796) Ehrenfest            | 2 maart 1990      | Elst, E.W.                                               | Paul Ehrenfest (1880-1933), natuurkundige, vanaf 1912 verbonden aan de universiteit van Leiden |
| (32893) van der Waals        | 9 maart 1994      | Elst, E.W.                                               | Johannes Diderik van der Waals (1837-1923), natuurkundige |
| (34978) van 't Hoff          | 17 oktober 1977   | vHHG                                                     | Jacobus Henricus van 't Hoff (1852-1911), Nederlands scheikundige en Nobelprijswinnaar. |
| (42924) Betlem               | 2 oktober 1999    | Pravec, P.                                               | Hans Betlem (1954), amateurastronoom en oprichter van de Dutch Meteor Society |
| (42981) Jenniskens           | 2 oktober 1999    | Pravec, P.                                               | Peter Jenniskens (1962), sterrenkundige en meteorendeskundige |
| (43436) Ansschut             | 30 december 2000  | LINEAR                                                   | Johanna 'Ans' Boekema-Schut, Nederlands schaatsster die tijdens de Olympische Winterspelen in 1968 een gouden medaille won op de 3000 meter.                                                                                   |
| (46513) Ampzing              | 16 maart 1972     | Gehrels, T.                                              | Samuel Ampzing (1590-1632), dominee, dichter, taalpurist |
| (52226) Saenredam            | 12 augustus 1974  | Gehrels, T.                                              | Pieter Jansz Saenredam (1597-1665), kunstschilder en tekenaar |
| (52457) Enquist              | 2 januari 1995    | Elst, E.W.                                               | Anna Enquist (1945), schrijfster |
| (55720) Daandehoop           | 15 september 1972 | Gehrels, T.                                              | Daan de Hoop, voormalig voorzitter en erelid van de Nederlandse Vereniging voor Ruimtevaart |
| (58279) Kamerlingh           | 11 oktober 1993   | Elst, E.W.                                               | Heike Kamerlingh Onnes (1853-1926), natuurkundige |
| (69231) Alettajacobs         | 16 maart 1972     | Gehrels, T.                                              | Aletta Jacobs (1854-1929), arts en feministe |
| (71615) Ramakers             | 3 maart 2000      | Catalina Sky Survey                                      | Theo Ramakers, Nederlands-Amerikaans amateur-astronoom en assistent-coördinator bij de Association of Lunar and Planetary Observers (ALPO)                                                                                     |
| (85119) Hannieschaft         | 15 september 1972 | Gehrels, T.                                              | Hannie Schaft (1920-1945), Haarlemse verzetsheldin, in de Tweede Wereldoorlog door de Duitsers doodgeschoten |
| (99949) Miepgies             | 16 maart 1972     | Gehrels, T.                                              | Miep Gies, verborg in de Tweede Wereldoorlog na de deportatie van Anne Frank haar dagboek |
| (132820) Miskotte            | 17 augustus 2002  | NEAT Palomar (Langbroek, M.)                             | Koen Miskotte, banketbakker en amateurastronoom |
| (172317) Walterbos           | 4 oktober 2002    | Sloan Digital Sky Survey                                 | Rene Walterbos, sterrenkundige |
| (179678) Rietmeijer          | 26 augustus 2002  | NEAT Palomar (Langbroek, M.)                             | Frans J. M. Rietmeijer, planetair geoloog, specialist Interplanetaire Stofdeeltjes (IDP's), hoogleraar aan de Univ. New Mexico                                                                                                 |
| (183294) Langbroek           | 9 oktober 2002    | NEAT Palomar (Kürti, S.)                                 | Marco Langbroek, archeoloog, amateurastronoom en zelf planetoïdenontdekker |
| (183635) Helmi               | 24 oktober 2003   | Sloan Digital Sky Survey                                 | Amina Helmi (1970), Argentijns/Nederlandse sterrenkundige |
| (197525) Versteeg            | 22 februari 2004  | M.W. Buie                                                | Maarten H. Versteeg (1960), Nederlands-Amerikaans ingenieur van het Southwest Research Institute, die betrokken was bij de New Horizons-missie naar Pluto.                                                                     |
| (206241) Dubois              | 24 november 2002  | NEAT Palomar (Langbroek, M.)                             | Marie Eugène François Thomas (Eugène) Dubois (1858-1940), arts, paleontoloog en paleoantropoloog, grondlegger van de paleoantropologie, ontdekte in 1891 op Java de eerste fossielen van Homo erectus, de rechtopstaande mens. |
| (215463) Jobse               | 30 augustus 2002  | NEAT Palomar (Langbroek, M.)                             | Klaas Jobse (1955), Nederlandse amateurastronoom en hovenier, met zijn eigen sterrenwacht Cyclops in Oostkapelle. |
| (215809) Hugoschwarz         | 14 september 2004 | P. de Cat                                                | Hugo Schwarz (1953-2006), sterrenkundige |
| (236810) Rutten              | 9 september 2007  | R. Apitzsch                                              | Harrie Rutten (1950), Nederlandse amateursastronoom, optisch ontwerper van optische systemen en co-auteur "Telescope Optics"                                                                                                   |
| (276389) Winkel              | 22 november 2002  | NEAT Palomar (Langbroek, M.)                             | Jan Maarten Winkel (1961), Nederlandse amateurastronoom |
| (287432) Bril                | 24 november 2002  | NEAT Palomar (Langbroek, M.)                             | Henk Bril (1962), Nederlandse amateurastronoom |
| (287433) de Groot            | 23 november 2002  | NEAT Palomar (Langbroek, M.)                             | Henk de Groot (1954), Nederlandse amateurastronoom |
| (298232) Ericlimburg         | 31 oktober 2002   | NEAT Palomar (Langbroek, M.)                             | Eric Limburg (1962), Nederlandse amateurastronoom |
| (305660) Romyhaag            | 29 januari 2009   | Calar Alto (Hormuth, F.)                                 | Romy Haag, Nederlandse actrice, danseres, zangeres en voormalige nachtclubeigenares. |
| (338371) Gerritsen           | 10 december 2002  | NEAT Palomar (Langbroek, M.)                             | Adri Gerritsen (1959), Nederlandse amateurastronoom |
| (346886) Middelburg          | 15 november 1999  | Elst, E.W.                                               | Middelburg |
| (368704) Roelgathier         | 21 september 2005 | Pauwels, T.                                              | Roel Gathier (1953-2016), bestuurder op het gebied van nationaal en internationaal ruimteonderzoek. |
| (377108) Spoelie             | 23 november 2002  | NEAT Palomar (Langbroek, M.)                             | ‘Spoelie’ is de bijnaam van Mark Spoelstra (1962), gepensioneerd medewerker van het Artis Planetarium. |
| (555292) Bakels              | 31 oktober 2013   | Langbroek, M., Sárneczky, K.                             | Corrie Bakels (1942), archeobotaniste. Gespecialiseerd in de (pre)historie van de landbouw en de invloed ervan op het landschap.                                                                                               |
| (563318) ten Kate            | 27 oktober 2014   | Langbroek, M., Sárneczky, K.                             | Inge Loes ten Kate, Nederlandse astrobiologe en planeetwetenschapper. |
| (576466) Scherpenisse        | 21 september 2012 | Langbroek, M.                                            | Chiara Scherpenisse (1986-2007) was een goede vriendin van de ontdekker. |
| (595362) Schievink           | 11 augustus 2002  | NEAT Palomar (Langbroek, M.).                            | Romke Schievink (1961-2025) was een meteorenwaarnemer en restaurateur van historische sterrenkundige instrumenten. |
| (627520) Corbey              | 4 september 2013  | Langbroek, M., Sárneczky, K.                             | Raymond Corbey (1954), emeritus Hoogleraar in de wetenschapsfilosofie en antropologie, gespecialiseerd op de evolutie van cognitie en sociaal en cultureel gedrag.                                                             |
| (651370) Kolen               | 13 december 2012  | Langbroek, M., Sárneczky, K.                             | Jan Kolen (1962), Hoogleraar landschapsarcheologie en Erfgoedbeheer. |
| (677772) Bettonvil           | 18 oktober 2012   | Langbroek, M., Sárneczky, K.                             | Felix Bettonvil (1966), manager van de NOVA Optische IR groep bij de Leidse vakggroep sterrenkunde, en meteoorwaarnemer. |
| (434180) Brosens             | 3 oktober 2002    | NEAT Palomar (Langbroek, M.)                             | Jac Brosens (1941-2024), Nederlandse amateurastronoom |
| (615355) Jacobkuiper         | 22 november 2002  | NEAT Palomar (Langbroek, M.)                             | Jacob Kuiper (1956), Nederlandse amateurastronoom en KNMI meteoroloog |
| (669952) Kootker             | 21 februari 2013  | Langbroek, M., Sárneczky, K.                             | Lisette Kootker (1981), geo- en bioarcheoloog, specialist op isotopenonderzoek voor dieet- en herkomstreconstructie. |
| (679552) Efspringer          | 31 oktober 2013   | Langbroek, M., Sárneczky, K.                             | F. Springer (pseudoniem van Carel Jan Schneider, 1932–2011), was een Nederlandse schrijver en diplomaat. |

vHG = van Houten, C. J. en van Houten-Groeneveld, I.
vHGG = van Houten, C. J., van Houten-Groeneveld, I. en Gehrels, T.
PLS = Palomar-Leiden-Survey
NEAT = Near Earth Asteroid Tracking